# 니키타 드래건
니키타 드래건(Nikita Dragun, 1996년 1월 31일 ~ )은 미국의 유튜버, 메이크업 아티스트, 모델이다. 트랜스여성이다.